# ハラーズ/ザ・リンク駅
ハラーズ/ザ・リンク駅（Harrah's / The Linq）は、ラスベガスモノレールの駅である。同駅はラスベガス大通りの東側に面しているハラーズとザ・リンクの裏側にあり、両ホテルの中間あたりに位置している。どちらのホテルからでも標識に従って裏へ出れば、モノレール駅通路に到達できる。なお、駅のホームは島式である。昔の駅名はハラーズ/インペリアル・パレス駅（Harrah's / Imperial Palace）。

## 近隣のホテル
- カジノ・ロイアル
- ミラージュ
- リオ・オールスイート (Harrah's シャトルを利用)
- トレジャー・アイランド
- ベネチアン
- ウィン・ラスベガス

## 近隣のアトラクション
- ファッション・ショー・モール
- フォーラム・ショップス・アット・シーザーズ
- Gondola Rides
- Grand Canal Shoppes
- Guggenheim Hermitage Museum
- Madame Tussaud's Las Vegas
- Masquerade Show in the Sky (via Harrah's shuttle)
- Penske Wynn Ferrari Maserati
- Sands Expo
- Siegfried & Roy's Secret Garden and Dolphin Habitat
- Sirens of TI
- Volcano at The Mirage (Closed)
- White Tiger Habitat at The Mirage